# 시르테주

시르테주

시르테주(아랍어: سرت)는 리비아 중북부에 위치한 주로, 지중해 연안에 위치한 주(州)이다. 면적은 77,660km2이며 인구는 141,378명(2006년 기준, 인구밀도는 1km2당 2명)이다. 주도 시르테는 리비아의 국가원수 무아마르 카다피가 태어난 곳이기도 하다.